# The Ultimate Fighter: Live Finale
The Ultimate Fighter: Live Finale (ou The Ultimate Fighter 15 Finale) foi um evento de artes marciais mistas a ser realizado pelo Ultimate Fighting Championship. Aconteceu no dia 1 de Junho de 2012, no Palms Casino Resort em Paradise, Nevada, Estados Unidos. Destaque para a luta dos finalistas do The Ultimate Fighter: Live - Team Cruz vs Team Faber nos Pesos Leves.

## Background
A revanche entre Ian McCall e Demetrious Johnson que coroaria o outro finalista para a disputa do Cinturão dos Pesos Moscas foi descrita inicialmente para este evento. No entanto, ele já foi remarcado para o UFC no FX 3.
Byron Bloodworth foi escalado para enfrentar John Albert no evento. No entanto, Bloodworth foi forçado a sair da luta e substituído pelo estreante Erik Perez.

## Bônus da Noite
Os lutadores receberam US$ 40 mil em bônus.
- Luta da Noite:  Justin Lawrence vs.  John Cofer
- Nocaute da Noite:  Martin Kampmann,  Justin Lawrence
- Finalização da Noite:  Michael Chiesa